# سان جولیانو ترمه
سان جیولیانو ترمه (به ایتالیایی: San Giuliano Terme) یک کومونه در ایتالیا است که در استان پیزا واقع شده‌است. سان جیولیانو ترمه ۹۱٫۷ کیلومتر مربع مساحت و ۳۱٬۲۲۰ نفر جمعیت دارد و ۶ متر بالاتر از سطح دریا واقع شده‌است.

## خواهرخوانده
شهر باد تولز خواهرخواندهٔ سان جیولیانو ترمه هست.